# منتزعة الكبريت البحرية
منتزعة الكبريت البحرية (الاسم العلمي: Desulfovibrio marinus) هي نوع من البكتيريا، سلبية الغرام، تتبع جنس منتزعة الكبريت.